# Sojus TM-5
Sojus TM-5 ist die Missionsbezeichnung für den Flug eines sowjetischen Sojus-Raumschiffs zur sowjetischen Raumstation Mir. Es war der fünfte Besuch eines Sojus-Raumschiffs bei der Raumstation Mir und der 81. Flug im sowjetischen Sojusprogramm.

## Besatzung

### Startbesatzung
- Anatoli Jakowlewitsch Solowjow (1. Raumflug), Kommandant
- Wiktor Petrowitsch Sawinych (3. Raumflug), Bordingenieur
- Alexandar Panaiotow Alexandrow (1. Raumflug),  Bulgarien

### Ersatzmannschaft
- Wladimir Afanassjewitsch Ljachow, Kommandant
- Alexander Alexandrowitsch Serebrow, Bordingenieur
- Krasimir Michailow Stojanow,  Bulgarien

Serebrow rückte erst im März 1988 in die Ersatzmannschaft nach, nachdem der ursprünglich vorgesehene Andrei Jewgenjewitsch Saizew erkrankt war.

### Rückkehrbesatzung
- Wladimir Afanassjewitsch Ljachow (3. Raumflug), Kommandant
- Abdul Ahad Mohmand (1. Raumflug), Bordingenieur ( Afghanistan)

## Missionsüberblick
46 wissenschaftliche Experimente gehörten zum Flugprogramm an Bord der Raumstation Mir. Dazu zählten astrophysikalische und astronomische Untersuchungen (u. a. mit der Anlage Roshen), die Fernerkundung der Erde, insbesondere der Küstenregionen des Schwarzen Meeres, Materialforschung, Medizin und Biologie. Von Gebieten Bulgariens wurden Fotoserien und Spektralanalysen angefertigt. Außerdem wurden spezielle Legierungen unter Verwendung von Aluminium, Eisen, Wolfram und Kupfer getestet und Kristalle gezüchtet (Experiment Kristallisator). Die Kosmonauten landeten mit dem Raumschiff Sojus TM-4.